# Ричард Пикман
Ри́чард А́птон Пи́кман (англ. Richard Upton Pickman) — персонаж рассказов американского писателя Говарда Лавкрафта, который появляется в рассказе «Модель для Пикмана» (1926). Художник-реалист, которые отличался особым мастерством в изображении чудовищ, а впоследствии стал гулем.

## История персонажа
Ричард Пикман — салемский художник, уникальный мастер, который особенно запомнился своими картинами, изображающими странных звероподобных монстров на кладбищах и в подвалах. В рассказе «Модель для Пикмана» (1926) его картины вызывали весьма неоднозначную реакцию других бостонских художников, поскольку на них изображались совершенно невообразимые, ужасные и отвратительные существа. Как выяснилось впоследствии, Пикман каким-то образом умел вызывать их и писал с натуры. В конце рассказа Пикман исчез — «возвратился в мифическую мглу, где так любил блуждать»; возможно, он даже «был не вполне человеком». Пикман «во всех аспектах своего искусства — и в замысле, и в исполнении — был полным и добросовестным реалистом»; исследователи творчества Лавкрафта предполагают, что здесь он выразил собственное творческое кредо.
Пикман был от природы одарённым художником, и его учёба в Университете Миннеаполиса в Висконсине, центре художников-декадентов, только усилила его собственные болезненные инстинкты. Жуткий реализм Пикмана отличал его от многих других декадентов. Хотя публика восприняла его работы прохладно, некоторые коллекционеры высоко ценили их. Пикман провёл большую часть своей жизни в бедности, время от времени давая уроки начинающим художникам, чтобы заработать на жизнь. Говорят, что у него была тайная студия в бостонском Норт-Энде, хотя никаких следов её не было найдено. В течение короткого времени он пытался создавать более популярные работы, чтобы заручиться поддержкой Бостонского арт-клуба. В конце концов он был вынужден уйти под давлением большинства членов Клуба.
В 1926 году Пикман исчез из своего дома в Бостоне вместе с большинством своих непроданных картин. Несколько художников подражали работам Пикмана в течение нескольких лет после этого, но в целом Пикман представляет собой всего лишь сноску в истории американской живописи. Художественное сообщество быстро забыло его, и многие из его картин хранятся в частных коллекциях или просто исчезли.

В повести «Сомнамбулический поиск неведомого Кадата» (1927) Лавкрафт пишет, что Пикман стал Гулем в Стране снов, при чем, весьма авторитетным. Пикман появляется как помощник и союзник Рэндольфа Картера:
…На надгробии 1768 года, украденном с бостонского кладбище «Гранари», восседал упырь, ранее бывший художником Ричардом Аптоном Пикманом. Он был голым и скользким, и в чертах его лица появились настолько явные черты сходства с упырьим племенем, что его человеческое происхождение стало неопознаваемым.
В очерке «История Некрономикона» (1927) Лавкрафт сообщает, что семье Пикманов, первоначально обитавшей в городе Салеме, принадлежал греческий экземпляр этой книги, но он был утрачен, когда «Пикман пропал без вести в 1926 году».

## Вдохновение
Идея рассказа о художнике и существах, обитавших в подземельях, возникла у Лавкрафта во время визита в Бостон: «… Лавкрафт осмотрел квартал очень старых домов в Норт-энде. Он слышал о тоннелях, соединяющих подвалы домов, предположительно использовавшихся контрабандистами в колониальные времена, и это предание положило начало рассказу „Модель для Пикмана“ объёмом в пять тысяч слов». Лавкрафт описал подлинную улицу и дом, которые вскоре были снесены.
В рассказе «Изгой» Лавкрафт похожим образом описывал «Готическое тело», которое находится на пути трансформации из призрака в гуля, но Пикман олицетворяет стародавний миф о том, как эльфы похищали младенцев и, возможно, колдовство превращало их в Собакоподобных чудищ. Существует заблуждение, что Пикман является героем рассказа «Изгой» (The Outsider), где фантом юноши жил в подобии его замка между миром живых и загробным. Затем он находит выход и воскресает в склепе как живой мертвец. Он уже не может вернуться в загробный мир, потому более не фантом и отправляется в подземные миры «с насмешливыми и дружелюбными вампирами».

## Появляется в произведениях
- «Модель для Пикмана» (англ. Pickman’s Model, рассказ, 1926) — основная история Лавкрафта
- «Сомнамбулический поиск неведомого Кадата» (англ. The Dream-Quest of Unknown Kadath, повесть, 1926—1927) — эпизодически появляется в повести Лавкрафта
- «История Некрономикона» (эссе, 1927) — Пикман упоминается в черновике Лавкрафта
- «Странные эоны» (англ. Strange Eons, рассказ 1978) Роберт Блох — оказывается, что всё, что писал Лавкрафт, — правда. В начале книги всплывает странная картина, похожая по описанию на творчество Пикмана; затем выясняется, что картина действительно принадлежит кисти некоего Ричарда Аптона, который был другом Лавкрафта
- «Миннейский инцидент» (англ. The Minneiska Incident, рассказ 1987) Артур Рахман
- «Уитлоксопетль IX: Бог Пикмана» (англ. Huitloxopetl IX: Pickman’s God, рассказ 1998) Джеймс Амбуэль
- «Неоконченное дело» (англ. Unfinished Business, рассказ 2006) Рон Шифлет
- «Лавкрафтиан: Круг кораблестроителей» (англ. Lovecraftian: The Shipwright Circle, повесть 2019) Стивен Филип Джонс

## Появления и упоминания в массовой культуре
- В сериале «Кабинет редкостей Гильермо дель Торо» в 5 серии появляются Вильям Турбер и Пикман в качестве антагониста. Серия представляет оригинальную историю.
- В сериале «Ночная галерея» (1970—1973): адаптации Рода Серлинга по мотивам «Модель Пикмана» (1971; Джек Лэрд).
- В фильме Джона Карпентера 1994 года «В пасти безумия» персонажи Сэм Нил и Джули Кармен останавливаются в гостинице Пикмана, где хозяйку гостиницы миссис Пикман играет Фрэнсис Бэй. («Мотель Пикмана» был бы почти идентичен названию рассказа Лавкрафта, но мотель не соответствовал бы характеру города Хоббс-Энд, штат Нью-Гэмпшир, где расположена гостиница с таким же названием).
- В романе Стивена Кинга «Оно» художник по имени Пикман принимает участие в засаде банды Брэдли в 1929 году на городской площади Дерри.
- В настольной игре «Ужас Архэма» Ричард Аптон Пикман является одним из союзников, которого может взять с собой герой-сыщик.
- В видеоигре «Fallout 4» 2015 года Пикман появляется как персонаж в одном из мини-квестов «Осмотреть галерею Пикмана». Пикман убивает рейдеров, собирает их головы и использует их тела для создания тревожных картин, которые выставлены в здании под названием «Галерея Пикмана», расположенном в северной части города постапокалиптического Бостона.